# Positie bij Spaarndam

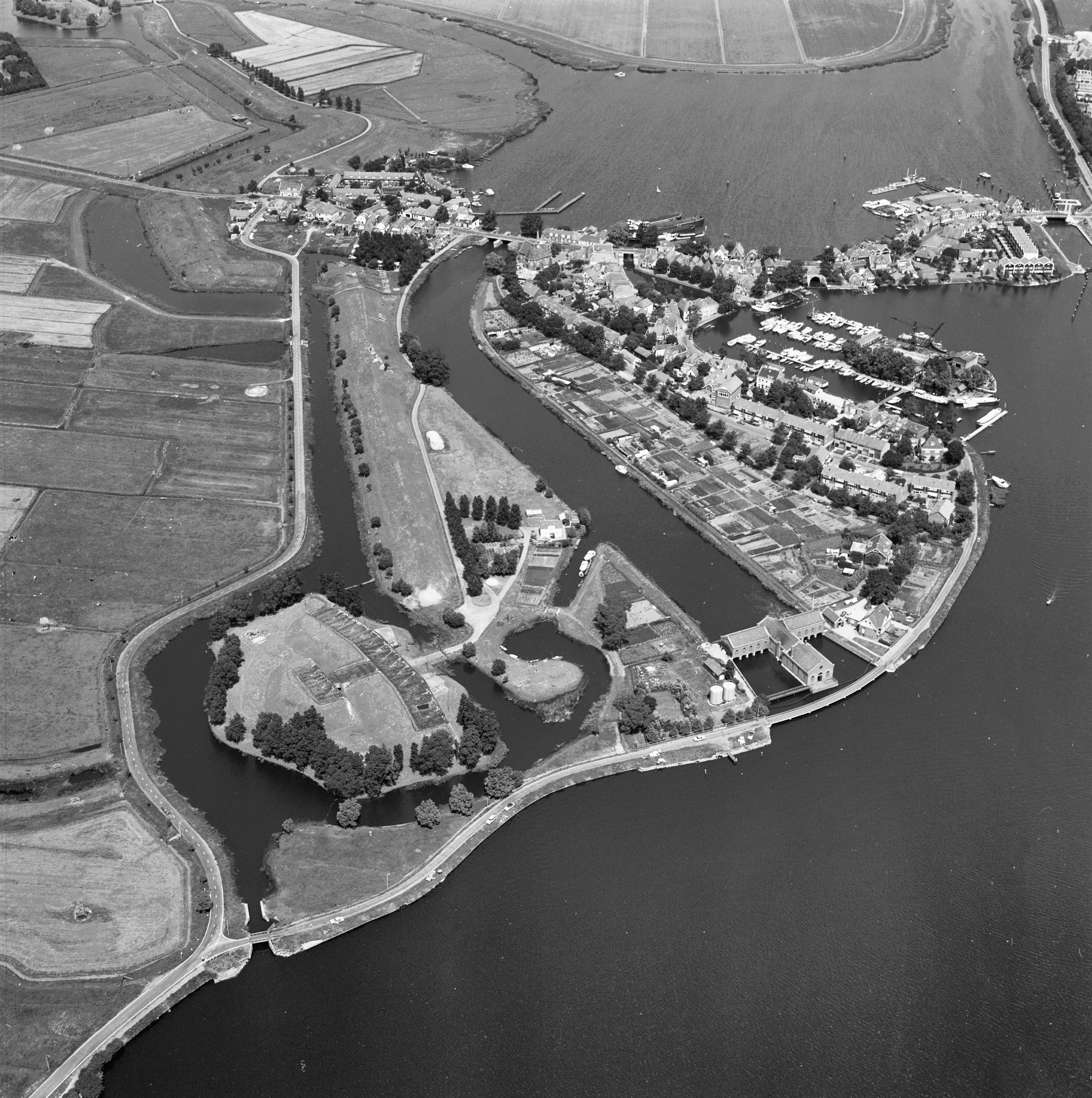
luchtfoto van de positie in 1977. Van onder naar boven, Fort bezuiden Spaarndam, de zuidelijke liniewal, de lunet bij de Slaperdijk, noordelijke liniewal en een punt van Fort benoorden Spaarndam.

De Positie bij Spaardam is een militair verdedigingswerk uit het begin van de 20e eeuw bestaande uit Fort benoorden Spaarndam, Fort bezuiden Spaarndam, een liniewal en twee nevenbatterijen om de toegangsweg naar Amsterdam af te sluiten.

## Taak en middelen
Bij de Stelling van Amsterdam speelde inundatie als middel tegen de vijand een belangrijke rol. In het Noord- en Zuidfront was dit minder een probleem, maar aan het Westfront, tussen Spaarndam en de duinen van de Noordzeekust, is slechts een smalle strook terrein beschikbaar om onder water te zetten. Spaarndam was een toegangspoort tot Amsterdam en moest zwaar verdedigd worden.
De kwetsbaarheid van het gebied was eerder onderkend. Tussen 1807 en 1810 werden om Amsterdam tientallen Posten van Krayenhoff aangelegd en drie posten lagen bij Spaarndam. Spaarndam was toen een zeer smalle verbindingsstrook van oost naar west en lag tussen het IJ in het noorden en de Spaarne en de Mooie Nel in het zuiden bij Haarlem. Over de posten 3 en 4 is de Positie bij Spaarndam gebouwd.
Na de aanleg van het Noordzeekanaal was het IJ verdwenen en verbonden Zijkanaal B en Zijkanaal C Spaarndam met het Noordzeekanaal. De positie bleef kwetsbaar en de positie bij Spaarndam werd al in een vroeg stadium aangelegd. Rond 1882 begon men de aankoop van de gronden en de eerste werkzaamheden. In 1901 was de bouw van de twee forten afgerond en in 1903 werden de nevenbatterijen opgeleverd. In de liniewal, die direct ten westen van het dorp is gelegen, waren de nevenbatterijen gepositioneerd. Later zijn in de wal diverse scherfvrije onderkomens geplaatst. In de militaire bevelsstructuur behoorde de positie tot sector Sloten, groep halfweg, vak Spaarndam.
De verdedigingswerken hadden tot taak de afsluiting en verdediging van het acces gevormd door de Slaperdijk en de Westlaan. Verder waren er diverse inundatiewerken die ervoor moesten zorgen dat het voorliggend terrein onder water kon worden gezet. Twee belangrijke inundatiemiddelen waren de twee gemalen. Achter het Fort bezuiden Spaarndam ligt het Gemaal Spaarndam dat het water opvoerde en via kanaaltjes naar de Spaarndammerpolder leidde ter inundatie. Ten noorden van het Fort benoorden Spaarndam ligt het Gemaal Velserbroek die ook van inlaatsluizen was voorzien om de Velserbroekpolder onder water te zetten.

## Latere versterkingen

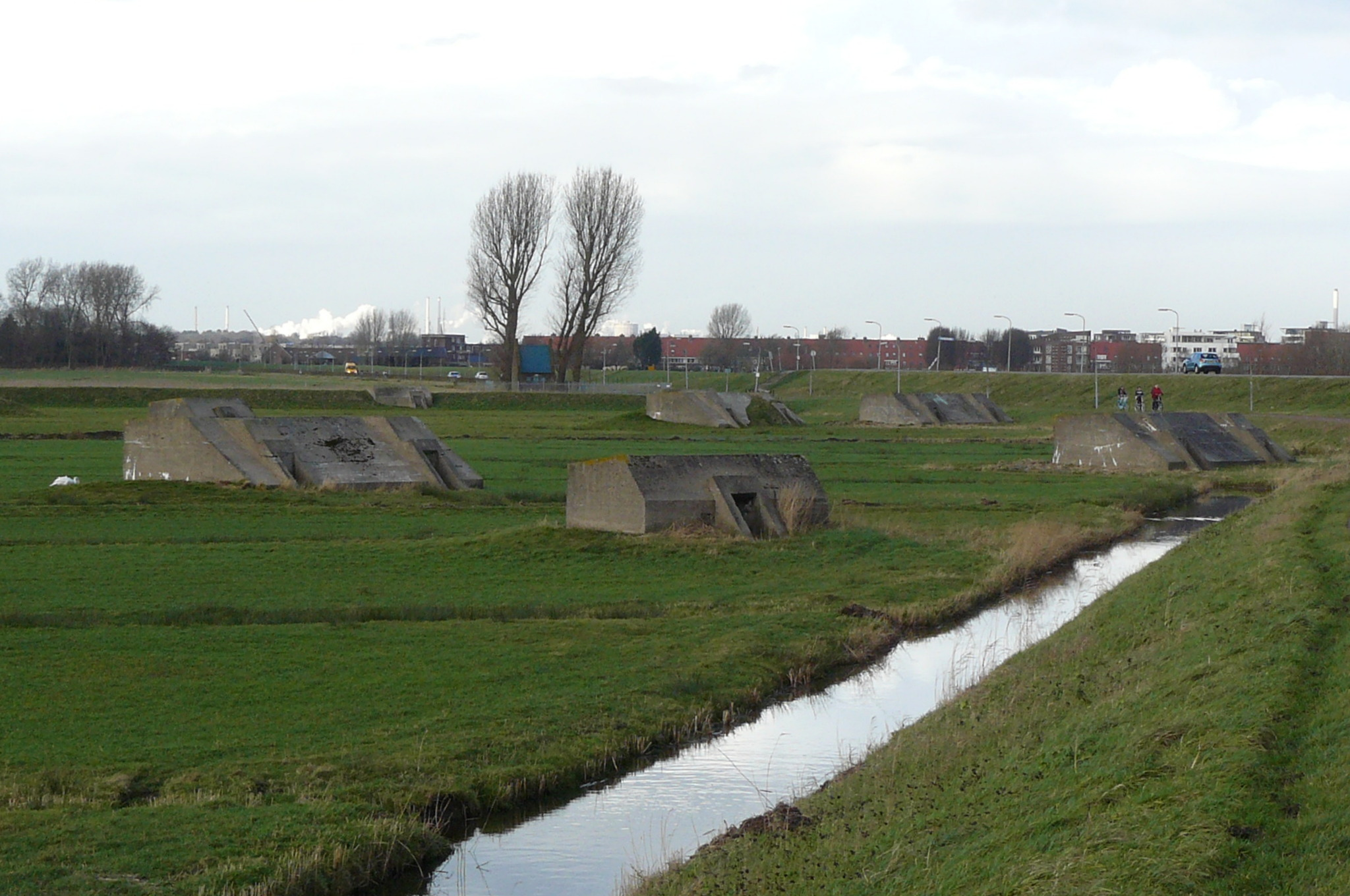
Cluster groepsschuilplaatsen tegen de Slaperdijkweg

In 1917 werd de positie uitgebreid met een voorstelling in het voorterrein bestaande uit loopgraven en tientallen betonnen groepsschuilplaatsen. Er kwam een frontwal met daarvoor over de volle lengte een frontgracht. Deze verdedigingswerken liggen links en rechts van de Slaperdijk een paar honderd meter ten westen van de liniewal. De Eerste Wereldoorlog kwam ten einde voor het werk klaar was. Kort na de oorlog is een kleine deel, aan de frontwal, alsnog afgebouwd.

## Huidige situatie
Veel kenmerken van de originele positie zijn behouden. De militaire en inundatiewerken zijn nog zichtbaar in het terrein en veel objecten zijn provinciale monumenten. De latere groepsschuilplaatsen ten zuiden van de Slaperdijk zijn nog duidelijk zichtbaar in het terrein, maar aan de noordkant zijn veel opgegaan in het Munitie-bos. Dit laatste is een grote opslagplaats voor munitie gebouwd in de vijftiger jaren, maar niet meer als zodanig in gebruik. De gebouwen en de bomen ontnemen voor een groot deel het zicht op de groepsschuilplaatsen.
Het terrein ten westen van de positie heeft grotendeels zijn oorspronkelijk karakter behouden, met name het zuidwestelijke deel. De noordelijke stadsuitbreiding van Haarlem stopt bij de Vondelweg die samenvalt met de derde verboden kring op 1000 meter van de hoofdverdedigingslijn. Het tussenliggende terrein is onbebouwd.